# Castor and Pollux
Der Castor and Pollux (chinesisch 五指山 Wuzhi Shan, deutsch ‚Fünf-Finger-Berg‘) ist ein Berg mit Doppelgipfel, 89 und 95 m hoch, an der Küste des ostantarktischen Prinzessin-Elisabeth-Lands. Er ragt in den Larsemann Hills aus einem kurzen Gebirgskamm zwischen der 0,5 km südöstlich liegenden Law-Racoviță-Station und dem Polarplateau auf.
Das Antarctic Names Committee of Australia benannte ihn 1987 nach dem Zwillingspaar Kastor und Pollux aus der griechischen Mythologie. Chinesische Wissenschaftler, die für den Berg eine Maximalhöhe von 116 m angeben, benannten ihn dagegen 1990 nach dem gleichnamigen höchsten Berg auf der Insel Hainan. 